# انتخابات در فنلاند
انتخابات در فنلاند (انگلیسی: Elections in Finland) به‌طور عام  چهار نوع است. هر شهروند فنلاندی دارای حداقل ۱۸ سال سن حق رای دادن در هرکدام از این انتخابات را دارد، انتخاباتی که برگزار می‌شود عبارت است از: رئیس‌جمهور فنلاند، پارلمان فنلاند، حوزه (پارلمان اروپا)، و شوراهای شهری و شهرداری‌ها. در فنلاند هر شش سال یک‌بار انتخابات ریاست‌جمهوری برگزار می‌شود، در انتخابات ریاست جمهوری، رئیس‌جمهور در یک انتخابات دو مرحله‌ای عمومی، با رای مستقیم مردم انتخاب می‌شود. انتخابات پارلمانی نیز هر چهارسال یک بار با نظام نمایندگی تناسبی برای چندین کرسی در حوزه‌های انتخاباتی برگزار می‌شود. انتخابات پارلمانی به روش هوندت عمل می‌کند. 
فنلاند یک نظام چندحزبی دارد که در آن معمول نیست که یک حزب بتواند اکثریت مجلس را به دست بیاورد؛ بنابراین اکثر دولتهای فنلاند با ائتلاف به تشکیل دولت می‌پردازند. انتخابات پارلمان اروپا در فنلاند هر پنج سال یک بار برگزار می‌شود. فنلاند ۱۳ کرسی در پارلمان اروپا دارد. 
انتخابات شهرداری نیز هر چهار سال یکبار به‌طور جداگانه در خود شهرداری‌ها برگزار می‌شود، به‌طور همزمان انتخاب پارلمان آلاند نیز جداگانه برگزار می‌شود. این یک روش جدید انتخاباتی است به نام مکونتاولید که از سوی دولت سیپیلا پیشنهاد شد و در آن شوراها در هر یک از ۱۸ استان تعیین می‌شوند. اولین مانور ممکن برای برگزاری این انتخابات احتمالاً در سال ۲۰۱۹ برگزار خواهد شود.

## نظام انتخاباتی
۲۰۰عضوی که با انتخابات به مجلس نمایندگان راه پیدا می‌کنند از طریق نظام نمایندگی تناسبی در ۱۳ حوزه انتخاباتی چند عضوه انتخاب می‌شوند. کرسی‌های نمایندگی به روش هوندت توزیع می‌شود. تعداد کاندیداهای نمایندگی برای هر منطقه متناسب است با تعداد جمعیتی که طی شش‌ماه در آن منطقه تا قبل از موعد انتخابات ساکن بوده‌اند. آلاند دارای یک منطقه انتخاباتی مستقل و سیستم حزب خود است.

### روش هوندت
شیوه هوندت یا روش جفرسون، روش عالی‌ای است به منظور اختصاص میانگینی از کرسی، بنابراین به آن نوعی نمایندگی تناسبی حزبی می‌گویند. روشی که در ایالات متحده توسط توماس جفرسون نامگذاری شده بود، این روش برای توزیع متناسب کرسی‌ها در مجلس نمایندگان ایالات متحده در سال ۱۷۹۱و در اروپا توسط ویکتور دندان، ریاضیدان بلژیکی در اروپا جاری شدو از ۱۸۷۸ برای توزیع متناسب کرسی‌های پارلمانی برای احزاب در نظر گرفته شده. دو فرم وجود دارد: لیست بسته که شامل (احزابی که نامزدهای خود را انتخاب می‌کند) و یک لیست باز (انتخاب توسط قاطبه رای‌دهندگان) تعیین می‌شود.

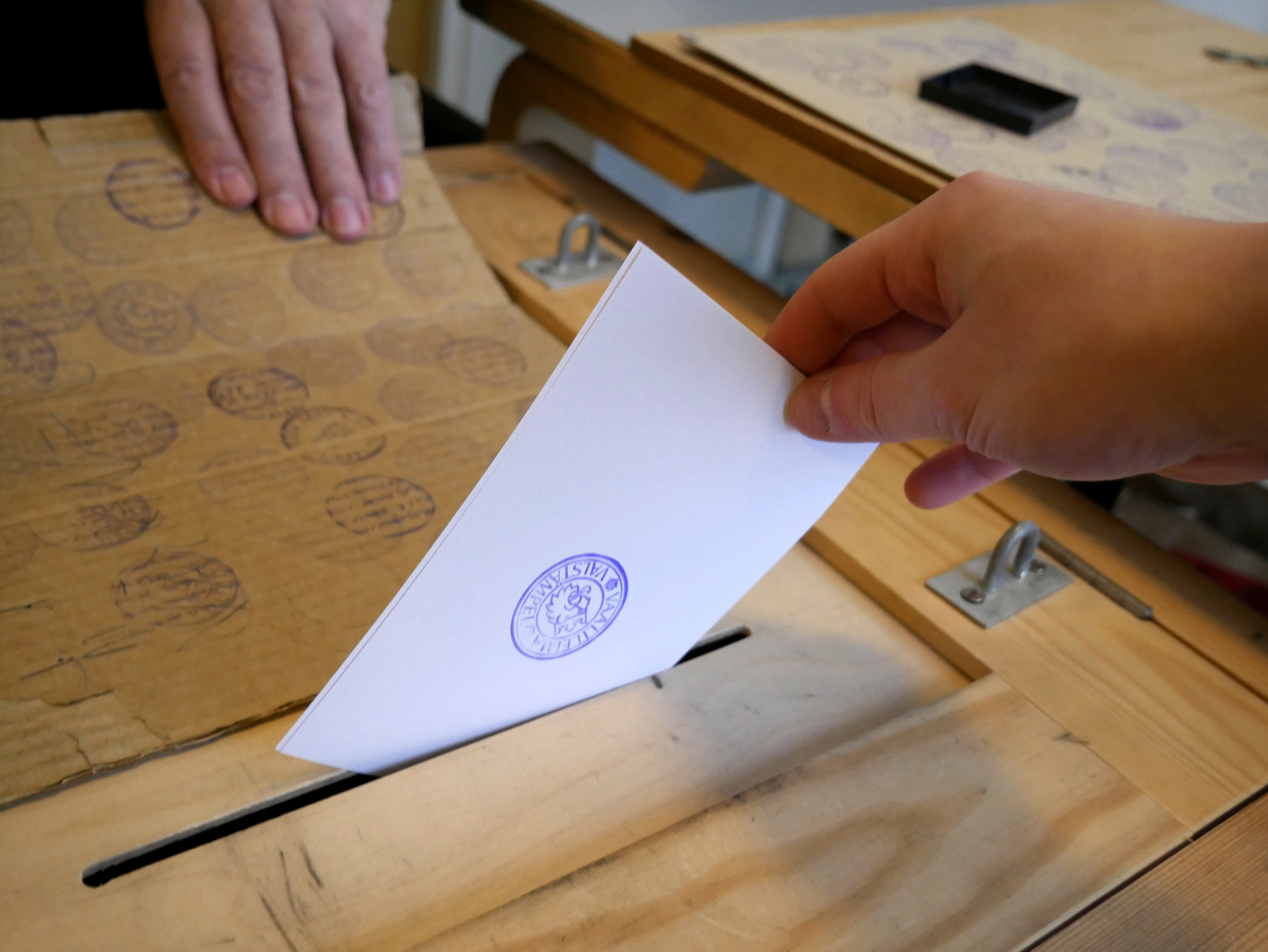
رای‌دادن

## انتخابات ریاست‌جمهوری

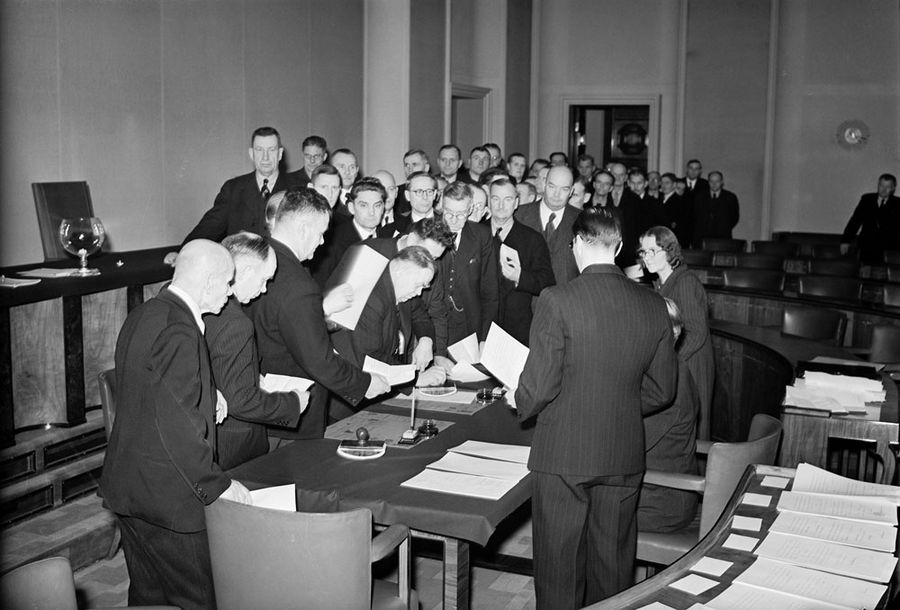
Finland presidential election in 1940

رئیس‌جمهور به وسیله رای مردم برای مدت شش سال انتخاب می‌شود. رئیس‌جمهور کنونی فنلاند سائولی نینیسته که از ۲۰۱۲ در قدرت است در ماه مه ۲۰۱۷ اعلام کرد که تمایل به شرکت مجدد در انتخابات ریاست‌جمهوری سال ۲۰۱۸ دارد و به عنوان یک نامزد مستقل شرکت کرد. NCP و حزب دموکرات مسیحی از نامزدی او حمایت کردند. او در دور اول در ۲۸ ژانویه ۲۰۱۸ با ۶۲٫۷ درصد آرا پیروز انتخابات شد. دوره دوم ریاست جمهوری سائولی نینیسته که از ۱ فوریه ۲۰۱۸ شروع شد.

## انتخابات پارلمانی
انتخابات پارلمانی ۲۰۱۹ قرار است در ۱۴ آوریل ۲۰۱۹ برگزار شود.
کمیته کاری متشکل از وزرای حزب و همه احزاب پارلمانی در ماه مه ۲۰۱۷ پیشنهاد دادند تا انتخابات پارلمانی باید همزمان با انتخابات پارلمان اروپا در فنلاند برگزار شود با این حال.